# Mohammad Kawoya
Mohammad Kawoya, (født 2. december 1959 i Kampala, Uganda), er en tidligere bokser og EM-udfordrer i let-weltervægt. 
Mohammad Kawoya indledte sin professionelle boksekarriere i Danmark, hvor han havde skrevet kontrakt med Mogens Palle. Han debuterede den 8. april 1983 ved et stævne i KB Hallen mod Jose Maria Castillo, der ligeledes gjorde sin professionelle debut. Kawoya tabte senere på året sin tredje kamp til Winston Spencer fra Jamaica på teknisk knockout i 5. omgang. Kawoya opnåede imidlertid i 1984-1986 en række sejre over forholdsvis stærke modstandere. Efter 12 kampe i Danmark med kun 1 nederlag holdt Kawoya en pause i karrieren på knap 2 år.
Kawoya gjorde comeback, da han den 3. oktober 1987 i Frankrig udfordrede Tusikoleta Nkalankete (Congo) om EM-titlen i let-weltervægt. Kawoay blev imidlertid talt ud allerede i 3. omgang af kampen. Han flyttede herefter basen til USA, hvor han boksede yderligere to kampe, som han begge tabte på knockout. 
Kawoya opnåede en vis berømmelse, da han i sin sidste kamp mod amerikaneren John Meekins blev stoppet af kamplederen netop i det øjeblik han fik et stød ind på Meekins, der slog Meekins ud. Kawoya tabte kampen, mens Meekins lå på canvassen. 
Mohammad Kawoya opnåede 15 professionelle kampe, hvoraf de 11 blev vundet (5 før tid) og 4 tabt (alle før tid). 